# Benjamin F. Whittemore

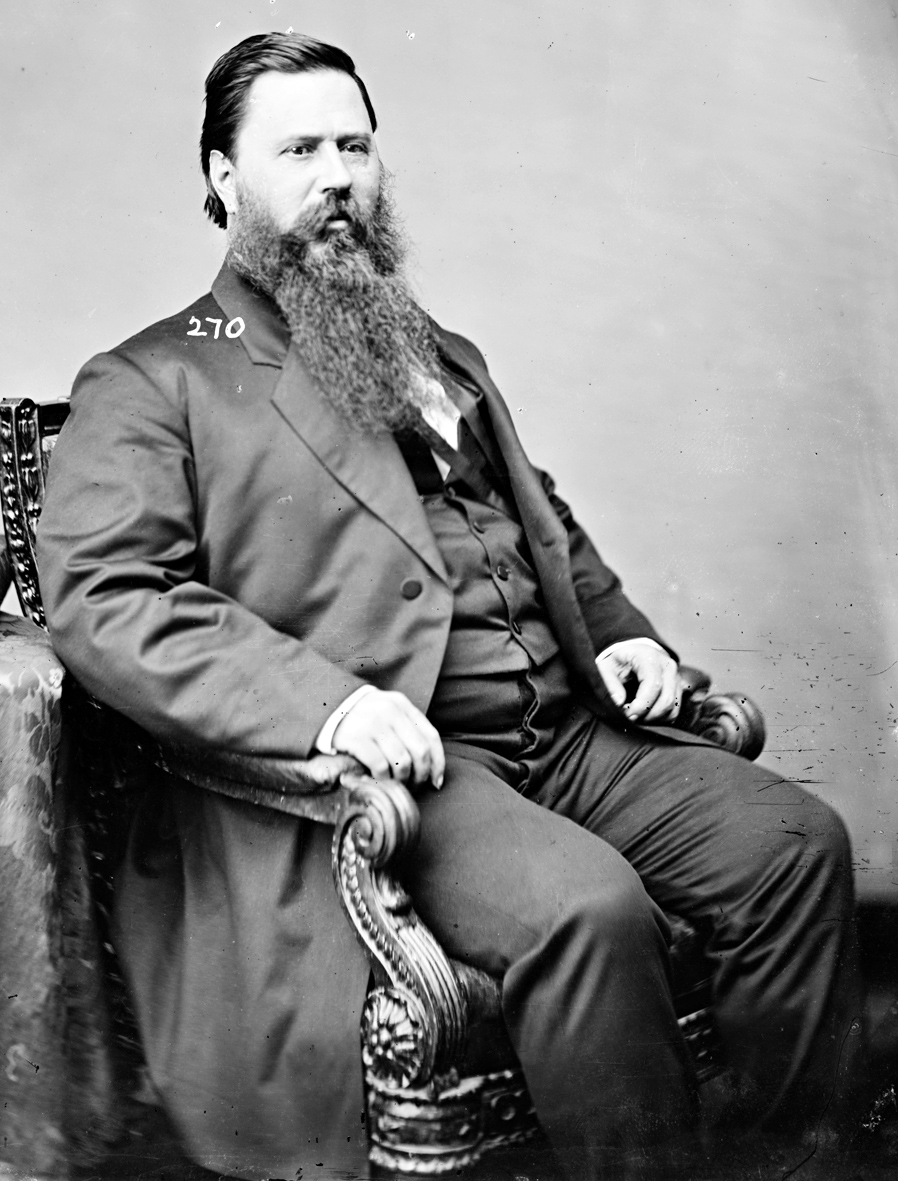
Benjamin F. Whittemore

Benjamin Franklin Whittemore (* 18. Mai 1824 in Malden, Middlesex County, Massachusetts; † 25. Januar 1894 in Montvale, Massachusetts) war ein US-amerikanischer Politiker. Zwischen 1868 und 1870 vertrat er den Bundesstaat South Carolina im US-Repräsentantenhaus.

## Werdegang
Benjamin Whittemore besuchte die öffentlichen Schulen in Worcester und danach das Amherst College. Bis 1859 war er im Handel tätig. Nach einem Theologiestudium wurde er 1859 als Geistlicher der Methodist Episcopal Church ordiniert. Während des Bürgerkrieges war er bei verschiedenen Einheiten der Unionsarmee als Militärpfarrer tätig.
Nach Kriegsende ließ sich Whittemore in Darlington (South Carolina) nieder. Dort begann er als Mitglied der Republikanischen Partei eine politische Laufbahn. Im Jahr 1867 war er Delegierter auf einer Versammlung zur Überarbeitung der Staatsverfassung. Im gleichen Jahr wurde er Vorsitzender seiner Partei in South Carolina. 1868 saß Whittemore im Staatssenat. Ebenfalls in diesem Jahr nahm er als Delegierter an der Republican National Convention in Chicago teil, auf der Ulysses S. Grant als Präsidentschaftskandidat nominiert wurde.
Als der Staat South Carolina im Jahr 1868 wieder Kongressvertretungen stellen durfte, wurde Whittemore im ersten Wahlbezirk von South Carolina in das US-Repräsentantenhaus in Washington, D.C. gewählt. Dort nahm er am 18. Juli 1868 den Sitz ein, den John McQueen am 21. Dezember 1860, nach dem Austritt South Carolinas aus der Union, aufgegeben hatte. Bei den regulären Kongresswahlen des Jahres 1868 wurde er in seinem Mandat bestätigt. Damit hätte er bis zum 3. März 1871 eine volle Legislaturperiode im Kongress absolvieren können. Inzwischen wurden gegen ihn aber Vorwürfe wegen seiner Praktiken bei der Nominierung von Kadetten für verschiedene Militärakademien erhoben. Das führte zu einer Untersuchung der Vorfälle. Daraufhin legte Whittemore am 24. Februar 1870 sein Mandat nieder, nachdem er vom Kongress offiziell getadelt worden war. Trotzdem ließ sich Whittemore bei der Nachwahl erneut in das US-Repräsentantenhaus wählen; dort wurde ihm aber am 18. Juni 1870 sein Sitz verweigert.
Im Jahr 1877 wurde Benjamin Whittemore noch einmal in den Senat von South Carolina gewählt. Danach kehrte er nach Massachusetts zurück, wo er sich in Woburn niederließ. Dort arbeitete er als Zeitungsverleger. Er starb am 25. Januar 1894 in Montvale und wurde in Woburn beigesetzt.